# Моністроль-сюр-Луар
Моністро́ль-сюр-Луа́р (фр. Monistrol-sur-Loire) — муніципалітет у Франції, у регіоні Овернь-Рона-Альпи, департамент Верхня Луара. Населення — 8925 осіб (01.01.2021).
Муніципалітет розташований на відстані близько 420 км на південь від Парижа, 105 км на південний схід від Клермон-Феррана, 36 км на північний схід від Ле-Пюї-ан-Веле.

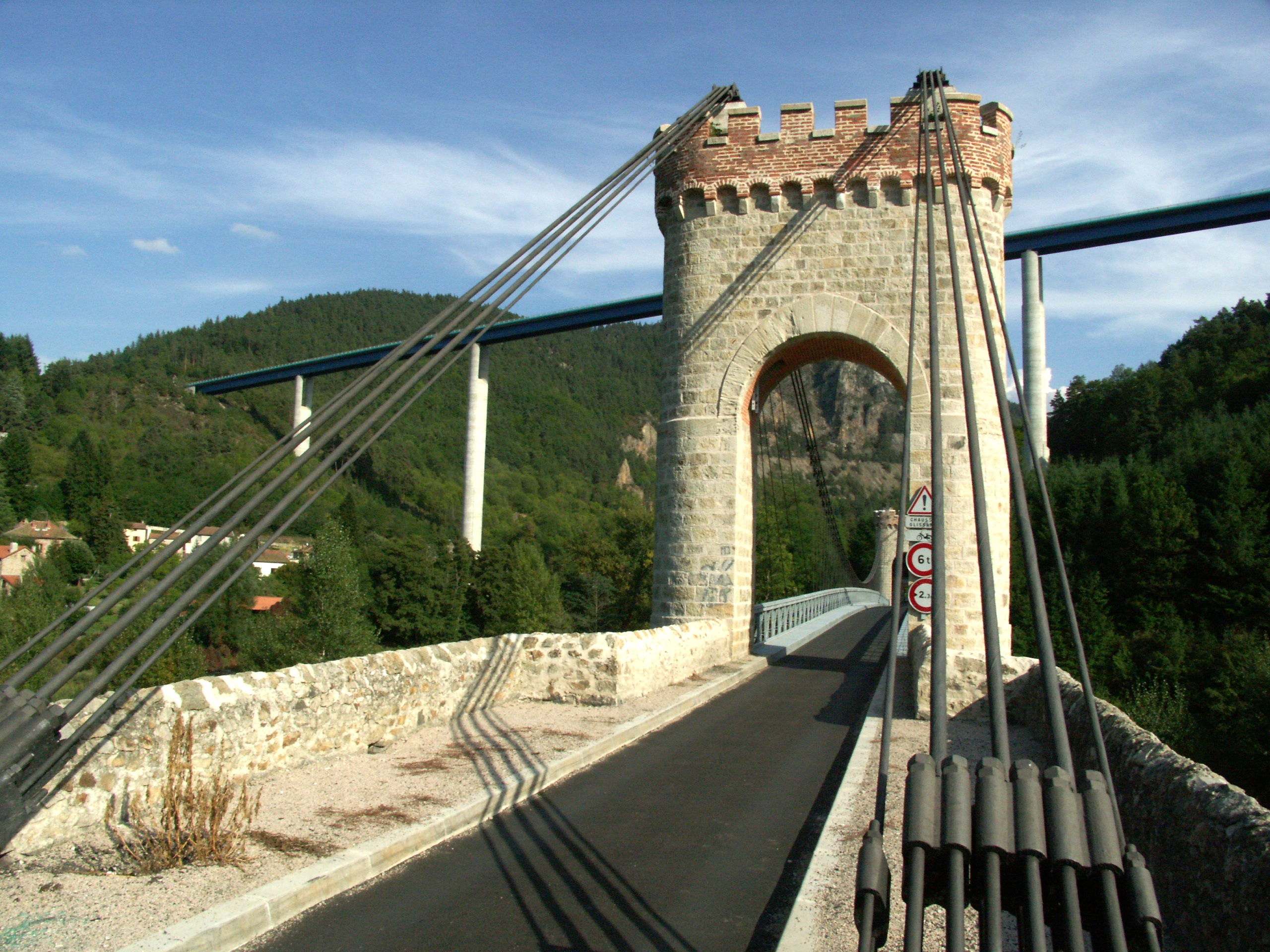
Підвісний міст під віадуком Ліньйон

## Історія
До 2015 року муніципалітет перебував у складі регіону Овернь. Від 1 січня 2016 року належить до нового об'єднаного регіону Овернь-Рона-Альпи.

## Демографія
Динаміка населення (Cassini і INSEE ):
Розподіл населення за віком та статтю (2006):
| Стать | Всього | До 15 років | 15-24 | 25-44 | 45-64 | 65-85 | Понад 85 |
| --- | ------ | ----------- | ----- | ----- | ----- | ----- | -------- |
| Чоловіки | 4193   | 921         | 558   | 1266  | 990   | 402   | 56       |
| Жінки | 4251   | 880         | 538   | 1216  | 1018  | 532   | 67       |
| \| Статево-вікова піраміда \| Статево-вікова піраміда \| Статево-вікова піраміда \| \| ----------------------- \| ----------------------- \| ----------------------- \| \| Чоловіки \| Вік \| Жінки \| \| 56 \| 85 + \| 67 \| \| 67 \| 80-84 \| 127 \| \| 87 \| 75-79 \| 126 \| \| 130 \| 70-74 \| 122 \| \| 118 \| 65-69 \| 157 \| \| 181 \| 60-64 \| 157 \| \| 267 \| 55-59 \| 252 \| \| 267 \| 50-54 \| 342 \| \| 275 \| 45-49 \| 267 \| \| 358 \| 40-44 \| 327 \| \| 338 \| 35-39 \| 354 \| \| 326 \| 30-34 \| 260 \| \| 244 \| 25-29 \| 275 \| \| 228 \| 20-24 \| 224 \| \| 330 \| 15-20 \| 314 \| \| 323 \| 10-14 \| 267 \| \| 307 \| 5-9 \| 275 \| \| 291 \| 0-4 \| 338 \| |        |             |       |       |       |       |          |
| Статево-вікова піраміда |        |             |       |       |       |       |          |
| Чоловіки | Вік    | Жінки       |       |       |       |       |          |
| 56 | 85 +   | 67          |       |       |       |       |          |
| 67 | 80-84  | 127         |       |       |       |       |          |
| 87 | 75-79  | 126         |       |       |       |       |          |
| 130 | 70-74  | 122         |       |       |       |       |          |
| 118 | 65-69  | 157         |       |       |       |       |          |
| 181 | 60-64  | 157         |       |       |       |       |          |
| 267 | 55-59  | 252         |       |       |       |       |          |
| 267 | 50-54  | 342         |       |       |       |       |          |
| 275 | 45-49  | 267         |       |       |       |       |          |
| 358 | 40-44  | 327         |       |       |       |       |          |
| 338 | 35-39  | 354         |       |       |       |       |          |
| 326 | 30-34  | 260         |       |       |       |       |          |
| 244 | 25-29  | 275         |       |       |       |       |          |
| 228 | 20-24  | 224         |       |       |       |       |          |
| 330 | 15-20  | 314         |       |       |       |       |          |
| 323 | 10-14  | 267         |       |       |       |       |          |
| 307 | 5-9    | 275         |       |       |       |       |          |
| 291 | 0-4    | 338         |       |       |       |       |          |

## Економіка
2010 року серед 5626 осіб працездатного віку (15—64 років) 4216 були активними, 1410 — неактивними (показник активності 74,9%, у 1999 році було 72,8%). З 4216 активних мешканців працювало 3886 осіб (2016 чоловіків та 1870 жінок), безробітними було 330 (145 чоловіків та 185 жінок). Серед 1410 неактивних 547 осіб було учнями чи студентами, 527 — пенсіонерами, 336 були неактивними з інших причин.

У 2010 році в муніципалітеті числилось 3521 оподатковане домогосподарство, у яких проживали 8875,0 особи, медіана доходів виносила 18 707,5 євро на одного особоспоживача

## Галерея зображень

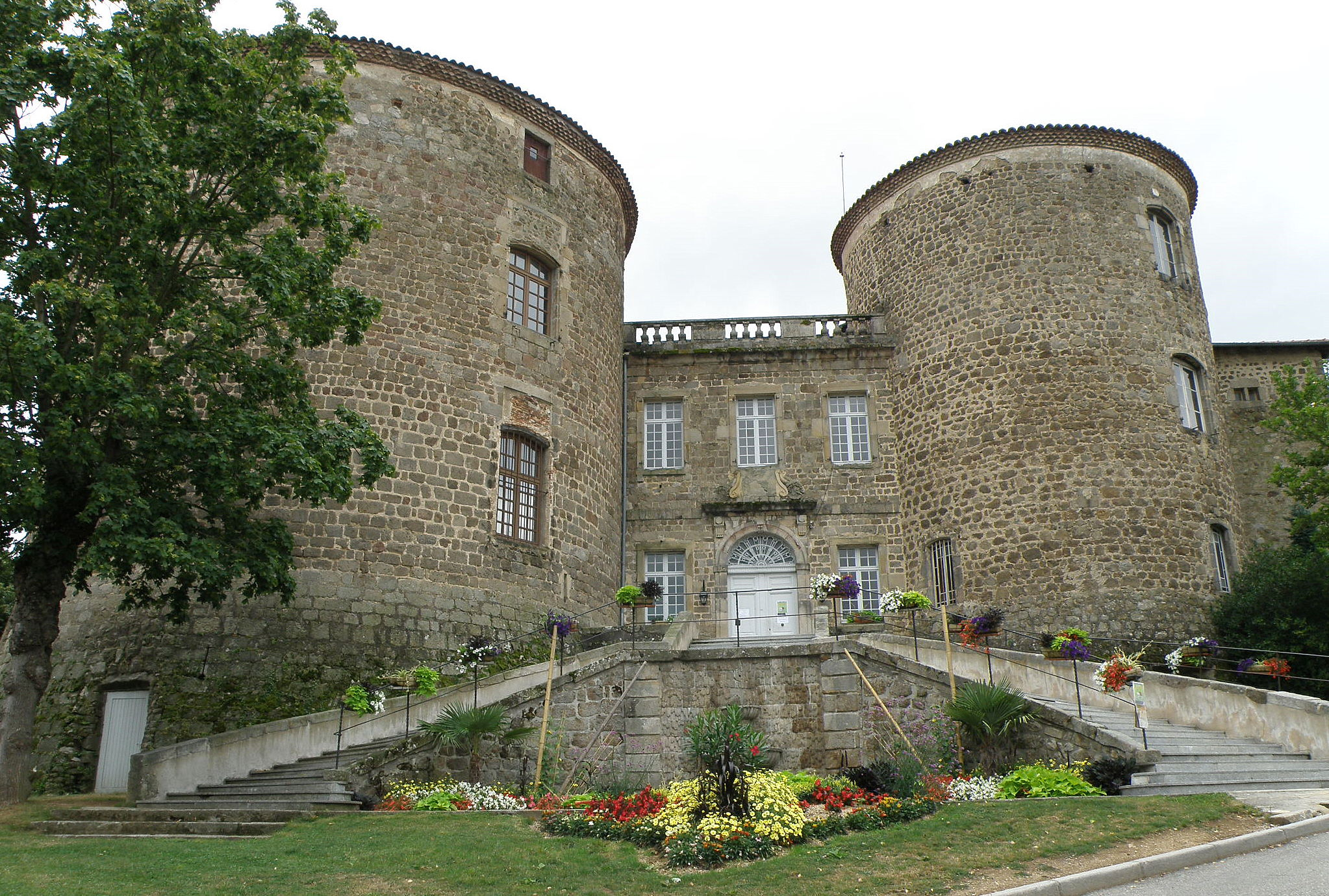
Єпископський замок
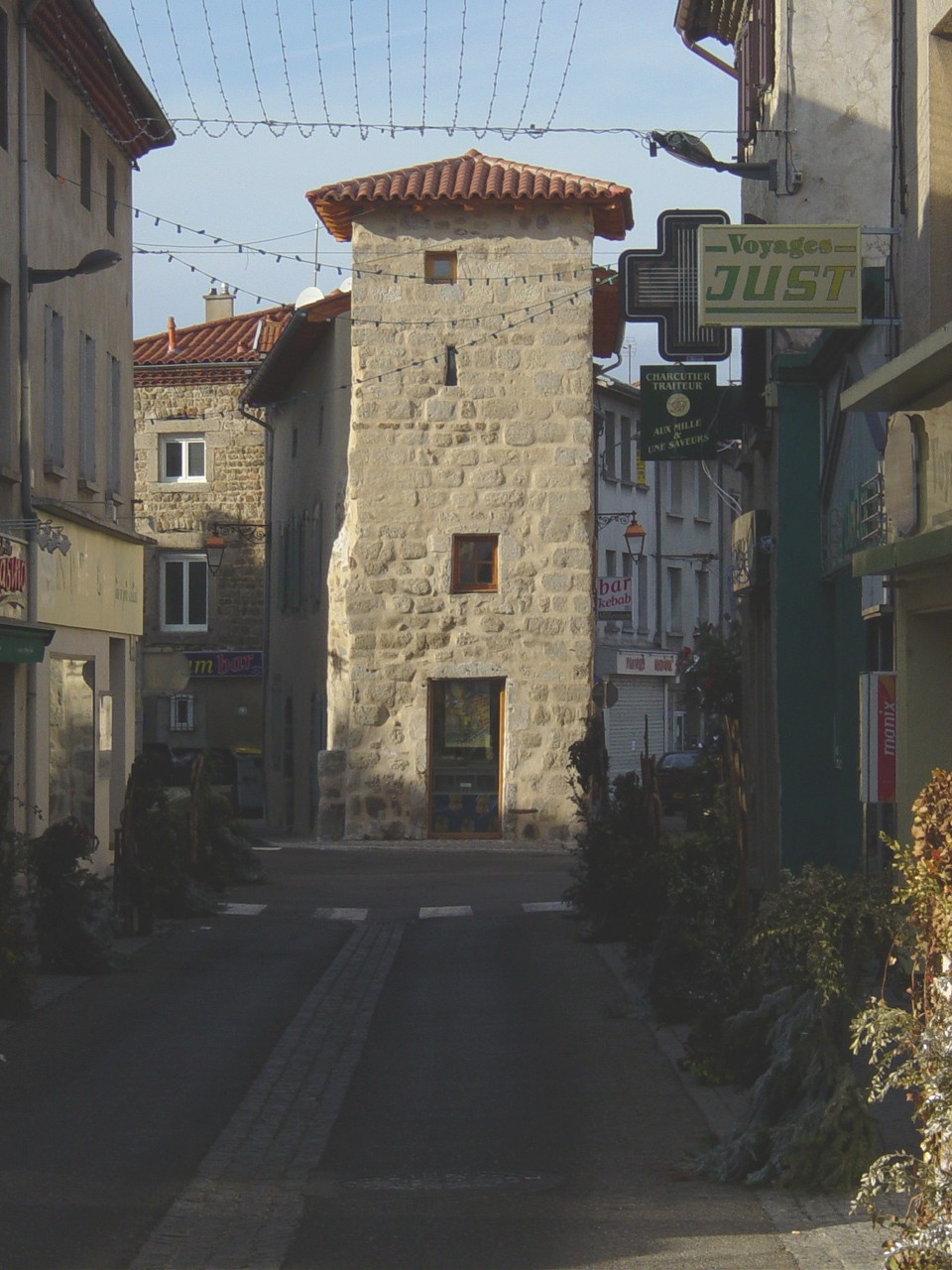
Донжон
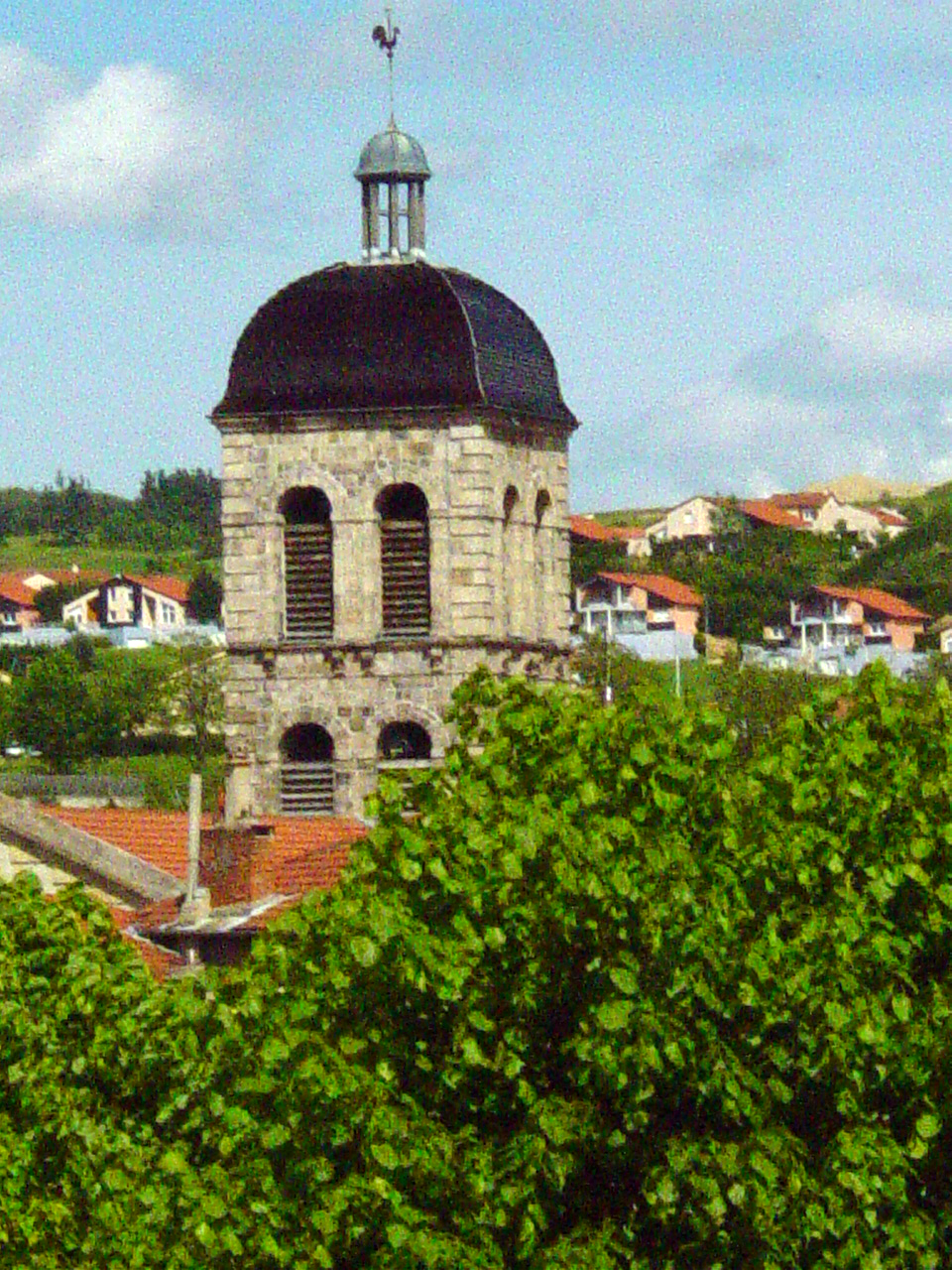
Дзвіниця Колегіальної церкви
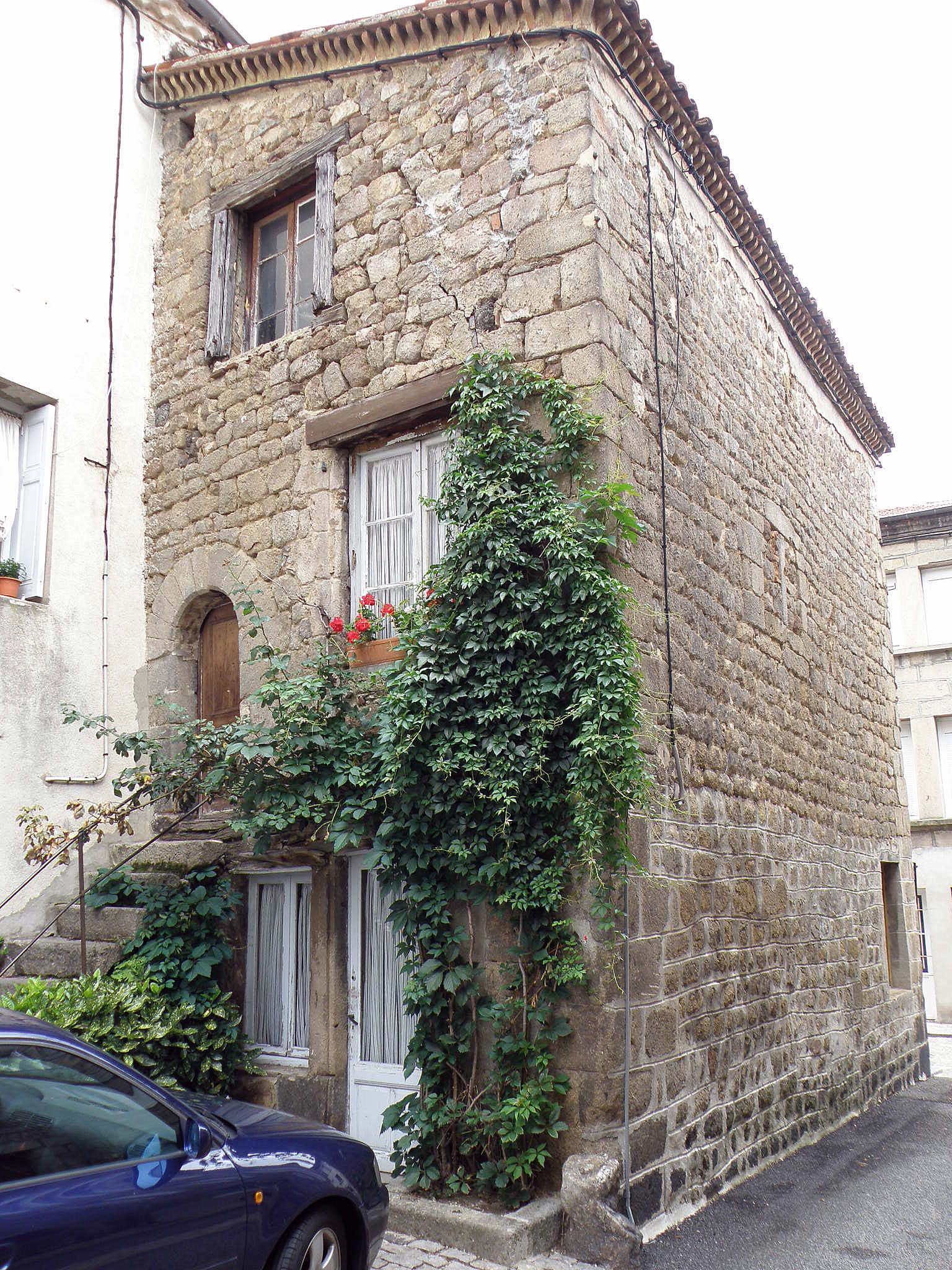
Одна з вулиць старого міста